# ホルダン・ディアス
ホルダン・アレハンドロ・ディアス・フォルトゥン（Jordan Alejandro Díaz Fortún、2001年2月23日 - ）は、キューバ・ハバナ出身でスペイン国籍の陸上競技選手（三段跳）。自己ベストは18.18 m。2024年の2024年パリオリンピックでは17.86 mを跳んで金メダルを獲得した。

## 経歴

### キューバ国籍時代
2001年にキューバの首都ハバナに生まれた。
2017年の世界ユース陸上競技選手権大会では17.30 mの大会記録で金メダルを獲得した。2018年のU20世界陸上競技選手権大会では金メダルを、同年の中央アメリカ・カリブ海競技大会では銀メダルを、同年のユースオリンピックでは金メダルを獲得した。

### スペイン国籍時代
2021年にはスペインのカステリョン・デ・ラ・プラナで開催された大会の際にキューバ選手団から離脱して亡命した。このため、同年に開催された2020年東京オリンピックには参加していない。2022年にスペイン国籍を取得し、その直後にスペイン記録を樹立した。
2024年にはワールドアスレティックスからスペイン代表としての出場資格を認められ、同年のヨーロッパ陸上競技選手権大会では世界歴代3位の18.18 mを記録して金メダルを獲得した。
2024年8月の2024年パリオリンピックでは17.86 mを記録して金メダルを獲得した。